# Walentina Alexandrowna Sperantowa
Walentina Alexandrowna Sperantowa (russisch Валентина Александровна Сперантова; * 24. Februar 1904 in Saraisk, Russisches Kaiserreich; † 7. Januar 1978 in Moskau) war eine sowjetische Theater- und Film-Schauspielerin sowie Synchronsprecherin.

## Herkunft und Laufbahn
Walentina Sperantowa war eines von neun Kindern der Hausfrau Matrena Fedosejewna Sperantowa und des Sekretärs Alexander Sperantow. Der Vater arbeitete für die örtliche Bezirksverwaltung und starb, als Walentina zehn Jahre alt war.
Die Familie war sehr theaterinteressiert und gab Amateuraufführungen in ihrem Garten. Die junge Walentina selbst spielte dabei oftmals männliche Rollen, was auch ihre spätere Bühnenlaufbahn prägen sollte. Eine Tante mütterlicherseits vermittelte sie an das von Anna Golubkina geleitete Theater. Während ihrer Schulzeit gründete Sperantowa eine eigene Schauspielgruppe, die sich auf Volksmärchen und Stücke Alexander Puschkins spezialisierte. Dort wurde sie von Darstellern des örtlichen Dramatheaters entdeckt und für die Rolle des Aschenputtels verpflichtet. Nach dem Ende des Zarenreiches trat die Amateurgruppe des Gymnasiums auch öffentlich auf, wo ein Schauspieler aus Moskau auf sie aufmerksam wurde und zu einer professionellen Ausbildung überredete. Nach ihrem Umzug in die russische Hauptstadt erlangte Sperantowa jedoch keinen Studienplatz und musste aufgrund einer Typhuserkrankung mehrere Monate ins Krankenhaus. Anschließend begann sie eine Kunstausbildung am WChUTEMAS, brach diese aber nach sechs Monaten zugunsten des Staatlichen Instituts für Theaterkunst ab, wo sie bis 1925 den gewünschten Schauspielberuf erlernte. Während dieser Zeit ließ sie sich einer Blinddarmoperation unterziehen und litt infolgedessen lange an schweren gesundheitlichen Problemen. Erst Ende der 1950er Jahre brachte ihr eine Behandlung in Karlsbad Linderung.
Nach dem Studium wurde Sperantowa am Ersten Staatlichen Pädagogischen Theater, das ab 1931 Staatliches Zentralen Jugendtheater hieß, angenommen, nachdem der Regisseur Juri Bondi sie beim Vorsprechen sah. Die Nachwuchsdarstellerin spezialisierte sich von Anfang an auf männliche Charaktere und gab aufgrund ihrer Statur insbesondere Kinderrollen. Nach Bondis Tod im Frühjahr 1926 übernahm Grigori Roschal kurzzeitig die Leitung des Theaters und Sperantowa, die vor dem ersten großen Engagement stand, blieb zunächst Nebendarstellerin. Nach Roschals Abschied spielte sie die Hauptrolle in Черный яр (Tschjorny jar) und feierte damit großen Erfolg. Auch Lenins Witwe Nadeschda Krupskaja wollte sie kennenlernen. Ab den 1930er Jahren war Sperantowa die wichtigste Darstellerin des Hauses und inszenierte 1936 mit Сказки Андерсена (Skaski Andersena) erstmals selbst ein Stück. Die dunkelhaarige Mimin erlangte in der gesamten Sowjetunion eine hohe Popularität. 1938 traf sie nach der Aufführung einer Tom-Sawyer-Adaptionen den von ihr begeisterten George Bernhard Shaw. Wiktor Rosow gehörte ebenso zu den Bewunderern Sperantowas.
Neben ihrer Bühnenarbeit war sie ab Mitte der 1930er Jahre auch als Sprecherin von Radioproduktionen für Kinder zu hören, darunter oft in Bearbeitungen von Werken Arkadi Gaidars. Während des Deutsch-Sowjetischen Krieges traten sie und ihr zweiter Mann für die Frontbrigaden auf, kehrten aber 1943 nach Moskau zurück. Im darauffolgenden Jahr wechselte Sperantowa an das Zentrale Kindertheater und wirkte dort bis kurz vor ihrem Tod. Zu den aufgeführten Stücken gehörte Die Schneekönigin in der Version von Jewgeni Schwarz, in der sie anfangs als Gerda, später als deren Bruder Kai und letztlich als Großmutter auftrat. Auch im Radio war die populäre Künstlerin wieder zu hören, z. B. in der seit 1945 ausgestrahlten Kindersendung Клуб знаменитых капитанов (Klub snamenitych kapitanow). Neben namhaften Bühneninszenierungen erlitt sie 1955 mit dem Stück Приключения Чиполлино (Prikljutschenija Tschipollino) jedoch einen Misserfolg und nahm auf Anraten der Regisseurin und Schauspiellehrerin Marija Knebel auch ernsthafte Rollen an.
Trotz ihrer Beliebtheit war sie erst 1953 im Film zu sehen. Алёша Птицын вырабатывает характер (Ptizyn wyrabatywajet charakter), eine auf Kinder zugeschnittene Komödie, entsprach dabei ihrem Rollenbild. Ab den 1960er Jahren folgten regelmäßige Auftritte vor der Kamera, wobei sich Kino- bzw. Fernsehfilme und Bühnenaufzeichnungen stets abwechselten. Mit Шумный день (Schumy den, 1961) spielte Sperantowa in einer Bearbeitung von Wiktor Rosows Stück Auf der Suche nach Freude, das auch Teil ihres Theaterrepertoires war. Das Werk stellte ihren Durchbruch als Filmschauspielerin dar, als bedeutendstes Engagement gilt jedoch der Fernsehmehrteiler Große Pause (1973). Insgesamt gab sie fünf Hauptrollen im Film, zuletzt 1975 im litauischen Drama Ilga kelionė prie jūros. In Die schöne Wassilissa  (1976) war sie als Baba-Jaga zu sehen. Mit 34 Projekten ist Sperantowas Filmografie im Verhältnis zu ihrer Theaterarbeit jedoch bescheiden, was auch durch ihre gesundheitlichen Probleme bedingt ist. Dennoch trat sie in Produktionen mehrerer großer Studios wie Lenfilm, Mosfilm und dem Gorki-Studio auf.
Neben dem Schauspiel begann 1947 mit der Sprechrolle des Iwan in Das bucklige Pferdchen ihre Laufbahn als Synchronsprecherin. Bis Ende der 1960er Jahre war sie in 20 Animationsfilmen zu hören und arbeitete dabei mit bekannten Regisseuren wie Iwan Iwanow-Wano und Lew Atamanow zusammen. Als einzige Synchronisation in einem Realfilm übernahm Sperantowa die Rolle von Damian Damięcki in dem polnischen Drama Atlantische Erzählung (1955). Auch fürs Radio war sie bis ins fortgeschrittene Alter tätig.
In den 1970er Jahren unterrichtete Sperantowa außerdem an der Schtschepkin-Theaterhochschule, zu ihren Schülern gehörten Wiktor Lakirew und Gennadi Saifulin.
Im Dezember 1977 wurde sie aufgrund eines Herzinfarktes ins Krankenhaus gebracht und starb dort am 7. Januar 1978, wobei anderen Quellen auch den 6. Januar als Todestag nennen. Die ehemalige Darstellerin wurde auf dem Nowodewitschi-Friedhof, Abschnitt 6, beigesetzt.

## Mitgliedschaften und Ehrungen
Sperantowa war seit 1953 Mitglied der KPdSU. Sie wurde 1946 mit Titel Verdiente Künstlerin der RSFSR gewürdigt, worauf 1950 und 1970 die Ernennungen zur Volkskünstlerin der RSFSR und Volkskünstlerin der UdSSR folgten. 1972 erhielt sie beim Allunionsfilmfestival eine Goldmedaille für ihre Rolle in Страница жизни (Straniza schisni), 1974 folgte der Krupskaja-Staatspreis der RSFSR für Звоните и приезжайте (Swonite i prijesschaite) und Обратный адрес (Obratny adres). Außerdem war Sperantowa Trägerin des Ordens des Roten Banners der Arbeit, des Ehrenzeichens der Sowjetunion, der Medaille „Für heldenmütige Arbeit im Großen Vaterländischen Krieg 1941–1945“ und der Medaille „Zum 800-jährigen Jubiläum Moskaus“. An ihrer ehemaligen Schule in Saraisk erinnert außerdem eine Gedenktafel an die als „Volksgroßmutter“ bekannte Schauspielerin.

## Privates
Sperantowa heiratete in den späten 1920er Jahren Nikolai Guselnikow, der damals am Bau des DniproHES beteiligt war. Beide hatten eine Tochter namens Oxana. Nachdem er Mitte der 1930er Jahre nach Qaraghandy versetzt wurde, zerbrach die Beziehung. Sie ehelichte daraufhin Michail Sergejewitsch Nikonow, den damaligen Direktor des Meyerhold-Theaters, und lebte mit ihm über 30 Jahre bis zu seinem Tod zusammen. 1940 kam ihre Tochter Natalja zur Welt. Während des Krieges wurden Sperantowas Kinder kurzzeitig nach Perm evakuiert.
Ihre Nichte Jelena Jurjewna Millioti war ebenfalls Schauspielerin.

## Bühnenarbeit (Auswahl)

### Staatliches Zentrales Jugendtheater
- 1925: Том Сойер (Tom Soier) – nach Mark Twains Die Abenteuer des Tom Sawyer
- 1926: Колька Ступин (Kolka Stupin) – von Alexander Alexandrowitsch Solodownikow und Sergei Abramowitsch Auslender
- 1927: Басни (Basni) – von Iwan Krylow
- 1928: Die Heirat (Schenitba) – von Nikolai Gogol
- 1928: Черный яр (Tschjorny jar) – von Alexander Afinogenow
- 1929: Так было (Tak bylo) – von Aleksandra Brusztein
- 1929: Винтовка № 492116 (Wintowka № 492116 ) – von Alexander Alexandrowitsch Kron
- 1930: Пороги (Porogi) – von  Alexander Afinogenow
- 1932: Es bleibt ja in der Familie (Swoi ljudi – sotschtjomsja) – von Alexander Ostrowski
- 1934: Клад (Klad) – von Jewgeni Schwarz
- 1936: Бежин Буг (Beschin Bug) – von Alexander Georgijewitsch Rscheschewski
- 1937: Русалка (Rusalka) – von Alexander Puschkin
- 1938: Том Кенти (Tom Kenti) – von Sergei Michalkow
- 1938: Совершеннолетие (Sowerschennolitije) – von Walentina Alexandrowna Ljbumowa
- 1939: Verstand schafft Leiden (Gore ot uma) – von Alexander Gribojedow
- 1940: Единая боевая (Jedinaja bojewaja) – von Aleksandra Brusztein
- 1941: Дом № 5 (Dom № 5) – von Isidor Wladimirowitsch Schtok

### Zentrales Kindertheater
- 1944: Далекий край (Daleki krai) – von Jewgeni Schwarz
- 1944/71: Die Schneekönigin (Schneschnaja korolewa) – von Jewgeni Schwarz
- 1945: Сын полка (Syn polka) – nach Walentin Katajews Roman
- 1947: Красный галстук (Krasny galstuk) – von Sergei Michalkow
- 1949: Ее друзья (Eje drusja) – von Wiktor Rosow
- 1951: Володя Дубинин (Wolodja Dubinin) – von Wiktor Markowitsch Goldfeld
- 1952: Мертвые души (Mertwyje duschi) – nach Nikolai Gogols Die toten Seelen
- 1953: Доходное место (Dochodoje mesto) – von Alexander Ostrowski
- 1955: Приключения Чиполлино (Prikljutschenija Tschipollino) – von Sergei Michailowitsch Bogomasow und Slata Michalowna Potapowa
- 1957: Auf der Suche nach Freude (W poiskach radosti) – von Wiktor Rosow
- 1957: Сомбреро (Sombrero) – von Sergei Michalkow (als Regisseurin)
- 1960: Ungleicher Kampf (Nerawny boi) – von Wiktor Rosow
- 1960: Семья (Semja) – von Iwan Fjodorowitsch Popow
- 1960: Бывшие мальчики (Bywschije maltschiki) – von Nina Abramowna Iwanter
- 1962: Цветик-Семицветик (Zwetik-Semizwetik) – von Walentin Katajew
- 1962: Пристань „Кувшинка“ (Pristan „Kuwschinka“) – von Galina Wladimirowna Karpenko
- 1962: Vor dem Abendessen (Pered uschinow) – von Wiktor Rosow
- 1963: Ein schrecklicher Tag (Odin straschny den) – von Juri Wjatscheslawowitsch Sotnik
- 1964: Чудеса в полдень (Tschudesa w polden) – von Gennadi Semjonowitsch Mamlin
- 1965: Гусиное перо (Gusinoje pero) – von Semjon Lwowitsch Lungin und Ilja Isaakowitsch Nusinow
- 1965: Дух Фландрии (Duch Flandrii) – von Andrei Iwanowitsch Ladynin
- 1965: Сказки (Skaski) – von Samuil Marschak
- 1965: Сказки (Skaski) – nach Alexander Puschkin
- 1967: Как закалялась сталь (Kak sakaljalas stal) – von Gennadi Michailowitsch Petschnikow
- 1967: Любовь Яровая (Ljubow Jarowar) – von Konstantin Andrejewitsch Trenew
- 1967: Карусель (Karusel) – nach Samuil Marschak
- 1967: Klassentreffen (Tradizionny sbor) – von Wiktor Rosow
- 1969: Девочка и апрель (Dewotschka i aprel) – von Tamara Germanowna Jan
- 1969: Удивительный год (Udiwitelny god) – von Marija Pawlowna Prileschajewa
- 1971: Обратный адрес (Obratny adres) – von Anatoli Alexin
- 1973: Звоните и приезжайте (Swonite i prijesschaite) – von Anatoli Alexin
- 1974: Молодая гвардия (Molodaja gwardija) – von Anatoli Alexin
- 1977: Последняя четверть (Poslednjaja tschetwert) – von Nikolai Pawlowitsch Woronow

## Filmografie (Auswahl)

### Darstellerin
- 1961: Шумный день (Schumny den)
- 1965: Der letzte Monat im August im Herbst (Posledni mesjaz oseni)
- 1967: Два билета на дневной сеанс (Dwa bileta na dnewnoi seans)
- 1968: Es dienten zwei Kameraden (Sluschili dwa towarischtscha)
- 1972: Страница жизни (Straniza schisni) (Bühnenaufzeichnung)
- 1973: Für alles verantwortlich (Sa wsjo w otwete)
- 1973: Große Pause (Bolschaja peremena) (Fernsehmehrteiler)
- 1974: Brief aus der Jugend (Pismo is junosti)
- 1975: Три дня в Москве (Tri dnja w Moskwe) (Fernsehfilm)
- 1975: Bitte, recht freundlich (Kakaja u was ulybka)
- 1976: Die schöne Wassilissa (Alternativtitel: Die Hexe Akulina) (Wesjoloje wolschebstwo)
- 1978: Wenn dir ein Mann zur Seite steht (Kogda rjadom muschtschina)

### Synchronsprecherin
- 1947: Das bucklige Pferdchen (Konjok-gorbunok) (Zeichentrickfilm)
- 1951: Сказка о мертвой царевне и о семи богатырях (Skaska o mertwoi zarewne u o semi bogatyrjach) (Zeichentrickkurzfilm)
- 1954: Золотая антилопа (Solotaja antilopa) (Zeichentrickkurzfilm)
- 1955: Atlantische Erzählung (Opowieść atlantycka) – für Damian Damięcki